# Habsburg–Estei Károly Ambrus főherceg
Károly Ambrus (németül: Karl Ambrosius; Milánó, Milánói Hercegség, 1785. november 2. – Tata, Magyar Királyság, 1809. szeptember 2.), a Habsburg–Lotaringiai-ház estei ágából származó osztrák főherceg, modenai herceg, 1808-as püspökké szentelését követően esztergomi érsek 1809-ben bekövetkezett haláláig. A Habsburg-család egyetlen és legmagasabb magyar egyházi hivatást betöltő tagja.
A főherceg volt Ferdinánd Károly osztrák főherceg és Modenai Mária Beatrix legkisebb fia, Mária Ludovika császárné legifjabb testvére. Károly Ambrust már fiatalon papi pályára szánták: 1806-ban nevezték ki a váci püspökség adminisztrátorává, 1807-ben diakónussá, ugyan ezen évben pedig pappá szentelésére is sor került. Püspökké válásra 1808-ban került sor, majd kinevezték esztergomi érseknek is.
Rövid érseki működését nagyban befolyásolták a napóleoni háborúkra való felkészülés, majd nem sokkal a győri csatavesztést követően felállított ispotályban fekvő beteg katonáktól tífuszt kapott, majd pár napon belül, mindössze huszonhárom évesen belehalt a fertőzésbe. Nyughelye az esztergomi bazilikában található. Püspöki jelmondata: „Ha az őszinteség hiba, úgy én ebben a hibában igen vétkes vagyok.”

## Élete

### Származása, testvérei
A Habsburg–Lotaringiai-ház Este–Modenai ágából származó Károly Ambrus főherceg Milánóban született 1785. november 2-án. Keresztneveit Milánó két püspökéről, Szent Ambrustól és Borromeo Szent Károlytól kapta. Édesapja Ferdinánd Károly Antal osztrák főherceg (1754–1806) volt, I. (Lotaringiai) Ferenc német-római császár és Mária Terézia császárné fia, Lombardia főkormányzója, II. József császár öccse.
Édesanyja Estei Mária Beatrix modenai hercegnő (Principessa Maria Beatrice Ricciarda d'Este, duchessa di Modena, 1750–1829) volt, III. Herkules Regináld (Ercole III. Rinaldo d’Este) hercegnek, Modena és Reggio Hercegség trónörökösének, 1780-tól III. Herkules néven Modena utolsó Este-házi uralkodó hercegének és a Cybo–Malaspina családból származó Mária Terézia hercegnőnek (1725–1790), 1731 óta Massa és Carrara Hercegség uralkodó hercegnőjének egyetlen élő leánya, az Este-ház utolsó tagja, és a Este hercegi birtokok örököse.
A szülők 1771-ben kötött házasságukkal megalapították a Habsburg–Lotaringiai-ház Este–Modenai mellékágát Haus von Österreich-Este). 10 gyermekük született, címük szerint Habsburg–Estei főhercegek és főhercegnők), heten érték meg a felnőttkort:
- József Ferenc főherceg (*/† 1772), születésekor meghalt.
- Mária Terézia Johanna főhercegnő (1773–1832), aki I. Viktor Emánuel szárd–piemonti királyhoz ment feleségül.
- Jozefina főhercegnő (1775–1776), kisgyermekként meghalt.
- Mária Leopoldina főhercegnő (1776–1848), aki Károly Tivadar (Theodor) pfalzi és bajor választófejedelemhez, majd Ludwig von Arco grófhoz ment feleségül.
- Ferenc József Károly főherceg (1779–1846), 1814–1846-ig IV. Ferenc néven Modena uralkodó hercege , aki Savoyai Mária Beatrix szárd királyi hercegnőt vette feleségül.
- Ferdinánd Károly József főherceg (1781–1850), a napóleoni háborúkban a császári hadak főparancsnoka, 1830-tól Galícia és Erdély főkormányzója.
- Miksa József főherceg (1782–1863) tüzértábornok, erődítési szakértő, 1835–63-ig a Német Lovagrend 56. Nagymestere.
- Mária Antónia főhercegnő (1784–1786), kisgyermekkorban meghalt.
- Károly Ambrus főherceg (1785–1809) magyar hercegprímás, 1808-tól esztergomi érsek.
- Mária Ludovika Beatrix főhercegnő (1787–1816), aki I. Ferenc osztrák császár harmadik felesége lett.

### Tanulmányai

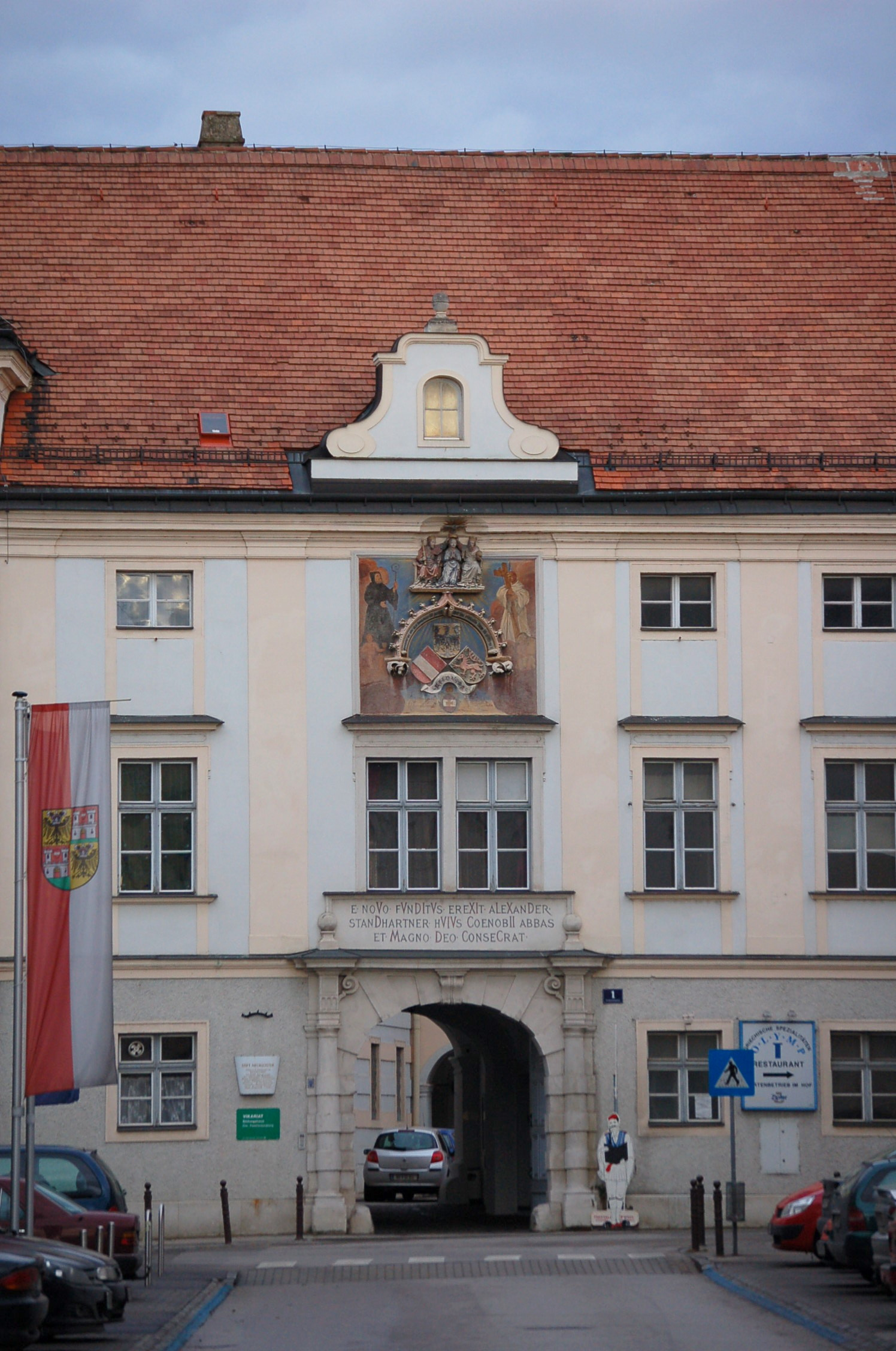
Bécsújhely, Neukloster

Károly Ambrust törékenysége miatt papnak szánták. Életének első tíz esztendejét a modenai családi kastélyban töltötte. Napóleon csapatainak közeledése miatt 1800-tól a apjának menekülnie kellett Modenából, a család Breisgauba költözött, Károly Ambrus anyjával együtt a bécsújhelyi cisztercita kolostorban, a Neuklosterben élt.
Nagybátyja, I. Ferenc császár, magyar király 1804-ben a családnak ajándékozta Szerencs várát, a család ideköltözött, Károly Ambrus itt kezdett el készülni a papi pályára, valamint itt kezdett magyarul tanulni. 1805-ben Bécsben vette fel a tonzúrát. Az uralkodó utasítására Gerlóczy báró, Rauscher Miklós és Zimányi Ignác hittudósok utaztak Szerencsre, a papnak készülő ifjú főherceg további oktatására. Ferenc császár 1806. július 29-én kinevezte őt a váci püspökség adminisztrátorává. (Ez a hivatal 1795. december 22. óta betöltetlen volt). Mivel a fiatal Károly Ambrus még nem volt felszentelt pap, ezért a váci egyházmegye kormányzását Bodonyi Sándor (1734–1811) felszentelt püspök végezte. Károly Ambrust 1807. október 1-jén diakónussá nevezték ki. Pappá szentelésére november 5-én került sor.

### Esztergomi érseki működése
Származása miatt várható volt, hogy elnyeri az esztergomi érseki széket. Unokaöccse, I. Ferenc császár 1808. január 6-án Károly Ambrus nővérét, Mária Ludovika főhercegnőt vette feleségül, és két nappal később január 8-án valóban Károly Ambrust nevezte ki Esztergom érsekévé. A kinevezést VII. Piusz pápa 1808. február 25-én megerősítette. Károly Ambrus helyére 1808. április 29-én Kámánházy László Mihályt (1753–1817) nevezték ki váci megyés püspökké.
1808. július 24-én Bécsben a császári udvar kápolnájában szentelték püspökké. A szertartáson jelen volt a császár és felesége is. Püspöki jelmondata a következő volt: „Ha az őszinteség hiba, úgy én ebben a hibában igen vétkes vagyok.”
Püspökké szentelése után augusztusban ünnepélyesen bevonult Esztergomba a prímási palotába. Az augusztus 17-én tartott ünnepélyes beiktatásán József nádor is jelen volt. Az új érsek 1808. szeptember 7-én húgát, Mária Ludovikát magyar királynévá koronázta.
Károly Ambrus érsek tagja volt a budai helytartótanácsnak, a Hétszemélyes Tábla bírói testületének, és prelátusa volt a Magyar Királyi Szent István-rendnek. Esztergomi érsekként ő volt Esztergom vármegye örökös főispánja is.
Rövid érseki működését alapvetően meghatározta a napóleoni háborúkra való felkészülés, mivel a császár őt és József nádort bízta meg a felkészülés szervezésével: József nádort nevezte ki fővezérré, Károly Ambrus vállalta a tábori püspökség megszervezését és vezetését. A hercegérsek az ország északi és nyugati területein, József nádor a Dél-Dunántúlon és a tiszántúli vármegyékben szervezte a nemesi felkelést. 1809. február 25. – április 23. között végigjárta a reá bízott 23 vármegye székhelyét. 1809 Nagyszombatján Kassán személyesen vezette a húsvéti körmenetet, ahol a források szerint magyarul énekelte a „Feltámadt Krisztus e napon” kezdetű éneket.

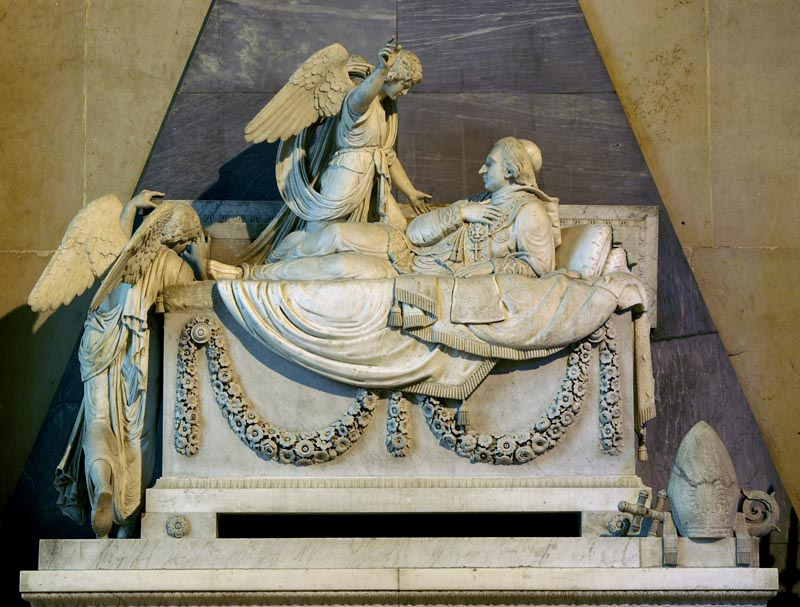
Károly Ambrus síremléke Esztergomban

### Elhunyta
A franciáktól elszenvedett sorozatos katonai vereségek, majd az 1809. június 14-ei győri csatavesztés nyomán hadikórház céljára engedte át a nagyszombati szemináriumot, a régi jezsuita rendházat, az Orsolya-nővérek zárdáját és más egyházi épületeket is. Rendszeresen látogatta a sebesülteket, a tatai ispotályban fekvő beteg katonáktól tífuszt kapott, a fertőzés néhány nap múlva a halálát okozta. Huszonhárom éves volt. A bíborosi címet valószínűleg korai halála miatt nem kaphatta meg.
Tatán, halálának helyén tartották meg érte a gyászmisét, majd holttestét Esztergomba vitték. Később, az Esztergomi bazilika építésekor – testvérei megrendelésére – ott állítottak neki síremléket carrarai fehér márványból, melyet Giuseppe Pisani neves modenai szobrász készített. Halála után az esztergomi érseki szék egy évtizedig nem volt betöltve. Utódja, Rudnay Sándor 1819. július 12-én foglalta el hivatalát.

## Külső hivatkozások
- Beke Margit 2012: Habsburg-Lotharingiai Károly Ambrus esztergomi érsek. In: „Franciák Magyarországon, 1809” Konferencia II. Győr
- Adatok Károly Ambrusról.
- A tatai plébániatemplomról.
- Magyar katolikus lexikon.

| Előde: Splényi Ferenc | Váci püspök 1806–1808 kormányzóként | Utóda: Kámánházy László |

| Elődje: Batthyány József | Esztergomi érsek 1808–1809 | Utódja: Rudnay Sándor |